# Старое еврейское кладбище (Прага)

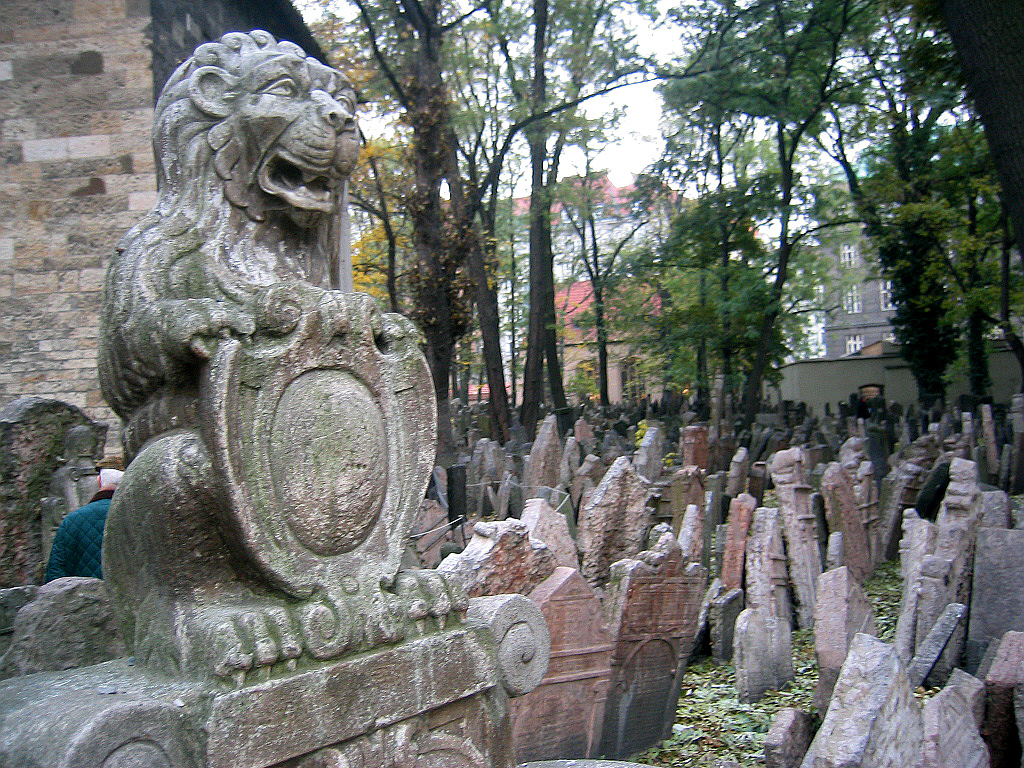
Старое кладбище летом

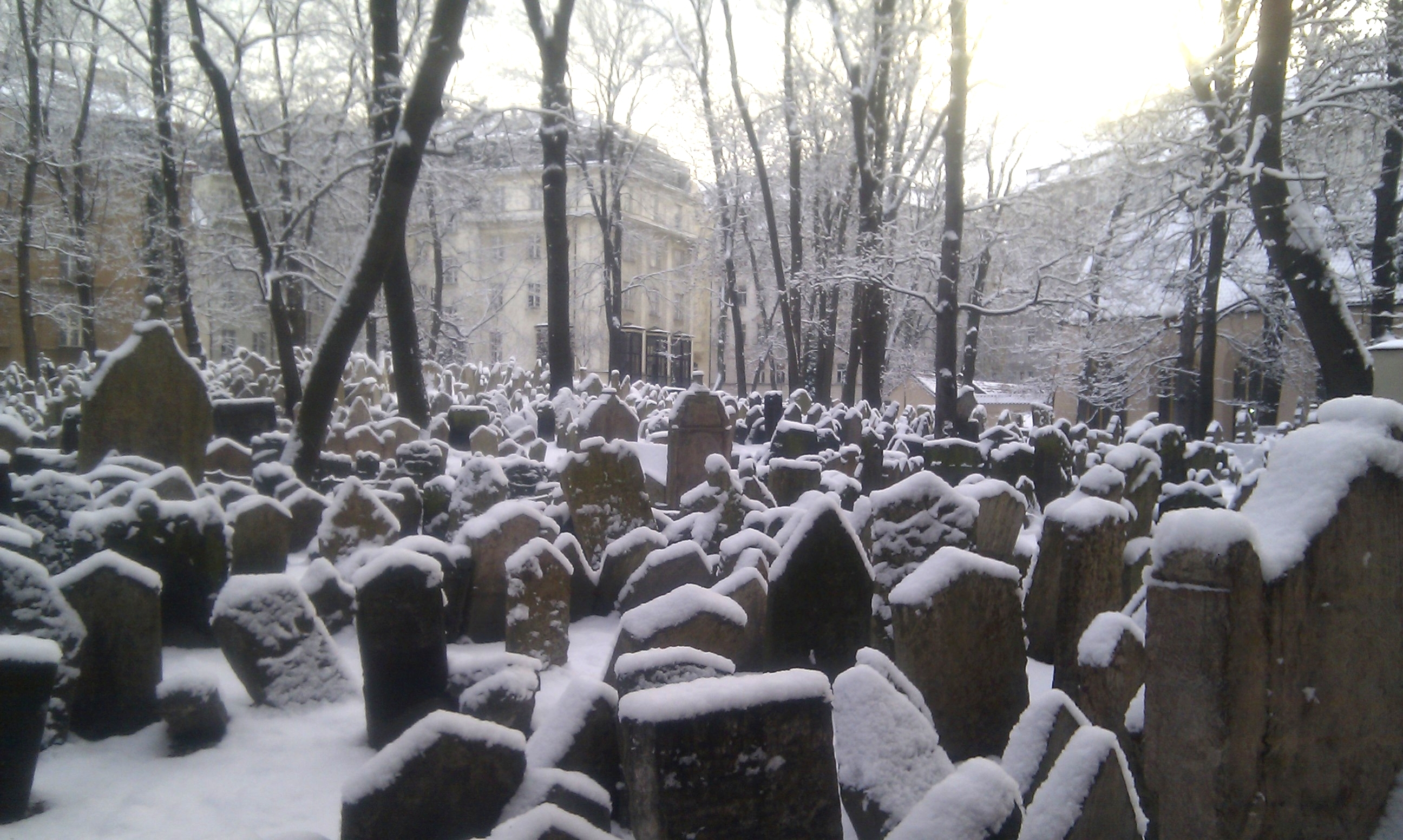
Старое кладбище зимой

Старое еврейское кладбище в Праге — кладбище еврейского квартала Йозефов, захоронения на котором производились по крайней мере с начала XV века до 1787 года.
Чтобы не нарушать покой умерших, захоронения производились слоями. Старейшее уцелевшее надгробие датировано 1439 годом. По некоторым подсчётам, на кладбище покоятся не менее 100 000 евреев, причём к настоящему времени сохранились приблизительно 12 тысяч надгробных камней. Из известных личностей здесь похоронены Махараль из Праги (ум. 1609), Давид Ганс (ум. 1613) и Иосиф Дельмедиго (ум. 1655).
В конспирологической литературе Старое еврейское кладбище рассматривается как традиционное место тайных собраний «сионских мудрецов». Здесь якобы ими были составлены знаменитые протоколы (в действительности фальшивка). Эта тема подробно рассмотрена в романе Умберто Эко «Пражское кладбище» (2010).